# Adrian Paluchowski
Adrian Paluchowski (ur. 19 sierpnia 1987 w Warszawie) – polski piłkarz, występujący na pozycji napastnika.

## Życiorys
Wychowanek Agrykoli Warszawa.
W latach 2007–2010 występował w Legii Warszawa. 6 marca 2007 zadebiutował w pierwszym zespole w przegranym 0:3 meczu Pucharu Ekstraklasy przeciwko GKS Bełchatów. Drugi występ w seniorskiej drużynie, okraszony golem w 74 minucie, zaliczył 23 marca 2007 w wygranym 2:1 meczu Pucharu Ekstraklasy z ŁKS-em Łódź. Jesienią 2007 roku rozegrał 3 mecze w Pucharze Ekstraklasy w pierwszej drużynie. Zaliczył również 15 występów w Młodej Ekstraklasie, zdobywając w niej jesienią 8 goli (wicelider tabeli strzelców), jak również 1 występ w Pucharze Polski na szczeblu mazowieckim (2 bramki).
6 lutego 2008 został wypożyczony na rok do II ligowego Znicza Pruszków. Po dobrej rundzie jesiennej w drużynie z Pruszkowa, w której udało mu się strzelić 10 bramek, Jan Urban postanowił ściągnąć Paluchowskiego z powrotem na Łazienkowską. W Warszawie pełnił rolę zmiennika dla Takesure'a Chinyamy. Premierowe trafienia w barwach warszawskiego zespołu Paluchowski zaliczył 16 maja 2009 w wygranym 3:1 z Polonią Bytom, Paluchowskiemu udało się 2 razy pokonać Michala Peškovicia, do tego dołożył asystę przy bramce Piotra Gizy.
W styczniu 2010 za 15 tys. euro został wypożyczony na pół roku do Piasta Gliwice. W lipcu 2020 podpisał kontrakt z Bogdanką Łęczna, kwota odstępnego 25 tys. euro. Następnie był zawodnikiem polskich klubów: Znicz Pruszków, Bruk-Bet Termalica Nieciecza, Zagłębie Sosnowiec, Znicz Pruszków, Pogoń Siedlce i Stal Mielec. 11 lipca 2020 podpisał kontrakt z Wisłą Puławy, umowa do 30 czerwca 2022; bez odstępnego. 5 lipca 2023 dołączył do trzecioligowej Avii Świdnik. Po zakończeniu kariery w 2025 roku pozostał w klubie w roli dyrektora sportowego .

## Statystyki
Aktualne na 26 sierpnia 2019:
| Klub                         | Sezon              | Liga               | Liga  | Liga   | Puchar Polski | Puchar Polski | Europa | Europa | Inne  | Inne   | Suma  | Suma   |
| Klub                         | Sezon              | Liga               | Mecze | Bramki | Mecze         | Bramki        | Mecze  | Bramki | Mecze | Bramki | Mecze | Bramki |
| ---------------------------- | ------------------ | ------------------ | ----- | ------ | ------------- | ------------- | ------ | ------ | ----- | ------ | ----- | ------ |
| Znicz Pruszków               | 2007/2008 w        | II liga            | 14    | 1      | 0             | 0             | –      | –      | –     | –      | 14    | 1      |
| Znicz Pruszków               | 2008/2009 j        | I liga             | 19    | 10     | 0             | 0             | –      | –      | –     | –      | 19    | 10     |
| Znicz Pruszków               | Ogólnie            | Ogólnie            | 33    | 11     | 0             | 0             | 0      | 0      | 0     | 0      | 33    | 11     |
| Legia Warszawa               | 2008/2009 w        | Ekstraklasa        | 7     | 2      | 2             | 1             | –      | –      | 1     | 0      | 10    | 3      |
| Legia Warszawa               | 2009/2010 j        | Ekstraklasa        | 9     | 3      | 2             | 0             | 3      | 1      | –     | –      | 14    | 4      |
| Legia Warszawa               | Ogólnie            | Ogólnie            | 16    | 5      | 4             | 1             | 3      | 1      | 1     | 0      | 24    | 7      |
| Piast Gliwice                | 2009/2010 w        | Ekstraklasa        | 11    | 0      | 0             | 0             | –      | –      | –     | –      | 11    | 0      |
| Piast Gliwice                | Ogólnie            | Ogólnie            | 11    | 0      | 0             | 0             | 0      | 0      | 0     | 0      | 11    | 0      |
| Bogdanka Łęczna              | 2010/2011          | I liga             | 25    | 4      | 1             | 0             | –      | –      | –     | –      | 26    | 4      |
| Bogdanka Łęczna              | 2011/2012          | I liga             | 14    | 2      | 0             | 0             | –      | –      | –     | –      | 14    | 2      |
| Bogdanka Łęczna              | Ogólnie            | Ogólnie            | 39    | 6      | 1             | 0             | 0      | 0      | 0     | 0      | 40    | 6      |
| Znicz Pruszków               | 2012/2013          | II liga            | 29    | 15     | 0             | 0             | –      | –      | –     | –      | 29    | 15     |
| Znicz Pruszków               | 2013/2014          | II liga            | 33    | 22     | 0             | 0             | –      | –      | –     | –      | 33    | 22     |
| Znicz Pruszków               | Ogólnie            | Ogólnie            | 62    | 37     | 0             | 0             | 0      | 0      | 0     | 0      | 62    | 37     |
| Termalica Bruk-Bet Nieciecza | 2014/2015          | I liga             | 20    | 4      | 1             | 0             | –      | –      | –     | –      | 21    | 4      |
| Termalica Bruk-Bet Nieciecza | 2015/2016 j        | Ekstraklasa        | 3     | 0      | 1             | 0             | –      | –      | –     | –      | 4     | 0      |
| Termalica Bruk-Bet Nieciecza | Ogólnie            | Ogólnie            | 23    | 4      | 2             | 0             | 0      | 0      | 0     | 0      | 25    | 4      |
| Zagłębie Sosnowiec           | 2015/2016          | I liga             | 15    | 1      | 3             | 2             | –      | –      | –     | –      | 18    | 3      |
| Zagłębie Sosnowiec           | Ogólnie            | Ogólnie            | 15    | 1      | 3             | 2             | 0      | 0      | 0     | 0      | 18    | 3      |
| Znicz Pruszków               | 2016/2017          | I liga             | 31    | 10     | 0             | 0             | –      | –      | –     | –      | 31    | 10     |
| Znicz Pruszków               | Ogólnie            | Ogólnie            | 31    | 10     | 0             | 0             | 0      | 0      | 0     | 0      | 31    | 10     |
| Pogoń Siedlce                | 2017/2018          | I liga             | 27    | 11     | 1             | 0             | –      | –      | 2     | 1      | 30    | 12     |
| Pogoń Siedlce                | 2018/2019          | II liga            | 25    | 13     | 2             | 0             | –      | –      | –     | –      | 27    | 13     |
| Pogoń Siedlce                | Ogólnie            | Ogólnie            | 52    | 24     | 3             | 0             | 0      | 0      | 2     | 1      | 57    | 25     |
| Stal Mielec                  | 2018/2019          | I liga             | 8     | 1      | 0             | 0             | –      | –      | –     | –      | 8     | 1      |
| Stal Mielec                  | 2019/2020          | I liga             | 6     | 3      | 0             | 0             | –      | –      | –     | –      | 6     | 3      |
| Stal Mielec                  | Ogólnie            | Ogólnie            | 14    | 4      | 0             | 0             | 0      | 0      | 0     | 0      | 14    | 4      |
| Ogólnie w karierze           | Ogólnie w karierze | Ogólnie w karierze | 296   | 102    | 13            | 3             | 3      | 1      | 3     | 1      | 315   | 107    |